# Gelis nitidus
Gelis nitidus là một loài tò vò trong họ Ichneumonidae.